# 6lack
Рікардо Вальдес Валентайн-молодший (англ. Ricardo Valdez Valentine Jr.; нар. 24 червня 1992, Балтимор, штат Меріленд), відомий під псевдонімом 6lack (стилізований під 6LACK, вимовляється як «black») — американський R&B співак, репер і автор пісень. Здобув визнання після виходу синглу «Prblms» у 2016 році, який став його першим входженням до Billboard Hot 100. Він підписав контракт з Love Renaissance, лейблом Interscope Records, щоб випустити свій дебютний студійний альбом Free 6lack (2016), який був номінований на 60-ту щорічну премію Греммі в категорії «Найкращий сучасний урбан-альбом» і отримав платинову сертифікацію Американської асоціації компаній звукозапису (RIAA).
Через два роки випустив свій другий студійний альбом East Atlanta Love Letter (2018), який посів третє місце в чарті Billboard 200. Того ж року випустив сингл «OTW» (спільно з Халідом і Ty Dolla Sign) і взяв участь у записі синглу Normani «Waves», який отримав нагороду MTV Video Music Award. У червні 2020 року випустив свій дебютний розширений міні-альбом 6pc Hot, до якого увійшов сингл «Know My Rights» (за участю Lil Baby). Пізніше того ж року виступив разом з Елтоном Джоном на розігріві синглу Gorillaz «The Pink Phantom». Його сингл 2021 року «Calling My Phone» (за участю Lil Tjay) посів третє місце в Billboard Hot 100 і очолив канадський Hot 100; залишається його найпопулярнішою піснею в колишньому чарті. Його третій альбом, Since I Have a Lover (2023), був зустрінутий помірковано критичним сприйняттям.

## Життєпис
Рікардо Вальдес Валентайн-молодший народився 24 червня 1992 року в Балтиморі, штат Меріленд. В 1997 році з батькам переїхав до Атланти, штат Джорджія. Відвідував середню школу Стоун Маунтін і середню школу Ньютона. Старший з трьох братів і сестер. Перший досвід звукозапису здобув у віці 4 років на студії свого батька. Почав читати реп у середній школі як батл-репер і брав участь у багатьох фрістайл-батлах в юності, в тому числі проти репера Young Thug.

## Кар'єра

### 2011—2017: Початок кар'єри та альбомFree 6lack
У липні 2011 року підписав контракт із лейблами Flo Rida's International Music Group та Strong Arm Records. Після підписання контракту покинув Державний університет Вальдости і провів наступні кілька років, вивчаючи індустрію. 6lack провів п'ять років з лейблом, викладаючи музику на своєму акаунті SoundCloud. Після переїзду до Маямі, штат Флорида, щоб працювати над музикою з лейблом, був мало забезпечений фінансово і проводив більшу частину часу, сплячи в студії або на вулиці. Зрештою, покинув лейбл через проблеми з художніми і творчими правами та менеджментом. У 2015 році оголосив, що приєднався до музичного колективу Spillage Village після того, як жив з учасниками EarthGang, і з'явився на чотирьох треках міні-альбому Spillage Village, який отримав назву Bears Like This Too в 2015 році.
Покинувши лейбл, підписав контракти з Love Renaissance та Interscope Records. У листопаді 2016 року Rolling Stone включив 6lack до списку «10 нових артистів, яких потрібно знати». Потім він випустив свій дебютний студійний альбом Free 6lack, який посів 34-те місце в чарті Billboard 200. Сингл альбому «Prblms» посів 73 місце в чарті Billboard Hot 100 і став його першою платиновою платівкою. У квітні 2017 року приєднався до команди канадського співака The Weeknd, виступаючи на розігріві під час його туру Legend of the Fall в Північній Америці.

### 2018—дотепер:East Atlanta Love Letter,6pc HotтаSince I Have a Lover

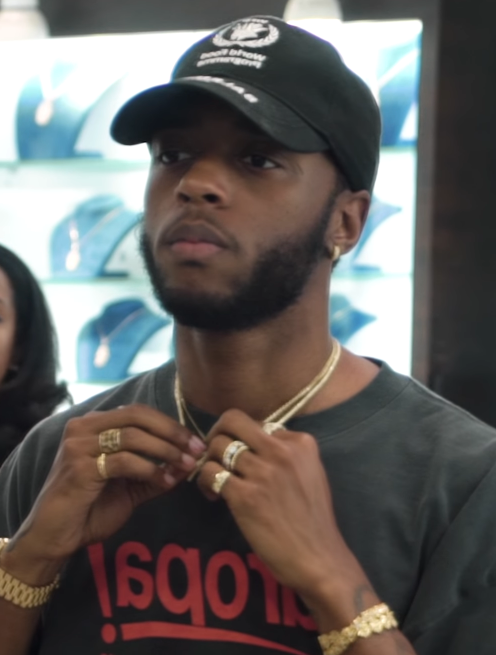
6lack у 2018 році

У квітні 2018 року випустив сингл «OTW» з Халідом і Ty Dolla Sign, який досяг 57 місця в Billboard Hot 100. «OTW» став найвищим піком серед пісень 6lack в Hot 100. Перший сингл до його другого альбому, «Switch», був випущений 22 червня 2018 року, з музичним відео, випущеним 16 липня. «Nonchalant» був випущений як другий сингл альбому 17 серпня, з супровідним музичним відео. 14 вересня 2018 року 6lack випустив свій другий студійний альбом, East Atlanta Love Letter, з гостьовими виступами Future, J. Cole, Offset та Халіда. Релізу альбому передували сингли «Switch» і «Nonchalant». У жовтні 2018 року розпочав тур на підтримку альбому, на розігріві якого виступили THEY., Tierra Whack, Boogie, Deante' Hitchcock, Summer Walker і Ari Lennox. Пізніше взяв участь у кількох інших піснях, таких як «Waves» Normani і «Crowded Room» Селени Гомес, у 2019 році та на початку 2020 року, відповідно.
У травні 2020 року випустив трек «ATL Freestyle». Через кілька тижнів, 24 червня 2020 року, відсвяткував свій день народження, випустивши сингл «Float». Він також анонсував свій міні-альбом 6pc Hot, який вийшов 26 червня і включав сингл «Know My Rights» за участі Lil Baby. Крім цього, запустив власний бренд гострого соусу 600 Degrees Original. 6lack з'явився на двох треках з альбому Spillage Village «Spilligion», випущеного у вересні 2020 року.
Протягом 2020 року співпрацював з британським гуртом Gorillaz та співаком і автором пісень Елтоном Джоном над треком «The Pink Phantom» для сьомого студійного альбому гурту «Song Machine, Season One: Strange Timez» та з реперами Lil Durk і Young Thug над піснею «Stay Down» з шостого студійного альбому першого з них «The Voice». Пісня посіла 74-те місце в чарті Billboard Hot 100.
У 2021 році випустив пісню «Calling My Phone» з репером з Lil Tjay. У 2022 році з'явився в альбомі канадської співачки Джессі Рейз Yessie, в її пісні «Forever» і супровідному музичному відео.
24 березня 2023 року випустив альбом Since I Have a Lover. У 19-трековому альбомі взяли участь артисти QUIN, Wale та Don Toliver. Альбом був номінований на «Греммі» як найкращий прогресивний R'n'B-альбом. В інтерв'ю для Complex Networks6lack заявив, що назва альбому відповідає на такі питання, як «Де ти був? Що ти робив? Що надихає?», які йому ставили люди. 22 березня 2024 року 6lack випустив свій акустичний проект No More Lonely Nights. До нього увійшли 6 пісень з його альбому Since I Have a Lover.

## Стилістика
Музика 6lack часто фокусується або базується на особистих та ділових стосунках, особливо на темі розбитого серця. За словами музиканта, на написання пісень впливає його особистий досвід та невдалі стосунки. Журнал Billboard описав музику 6lack як «похмурий хіп-хоп», який «висвітлює вразливість та чесність у спосіб, зрозумілий поколінню смайликів». 6lack називав серед факторів, що вплинули на нього, творчість Sade, T-Pain, The-Dream та Ашера.

## Дискографія
- Free 6lack (2016)
- East Atlanta Love Letter (2018)
- Since I Have a Lover (2023)